# San Muñoz
San Muñoz é um município da Espanha na província de Salamanca, comunidade autónoma de Castela e Leão, de área 53,90 km² com população de 307 habitantes (2007) e densidade populacional de 6,00 hab/km².

## Demografia
| Variação demográfica do município entre 1991 e 2004 | Variação demográfica do município entre 1991 e 2004 | Variação demográfica do município entre 1991 e 2004 | Variação demográfica do município entre 1991 e 2004 |
| --------------------------------------------------- | --------------------------------------------------- | --------------------------------------------------- | --------------------------------------------------- |
| 1991                                                | 1996                                                | 2001                                                | 2004                                                |
| 426                                                 | 380                                                 | 346                                                 | 324                                                 |